# 발목굴
발목굴, 발목터널(tarsal tunnel) 또는 족근관(足根管)은 종아리 안쪽을 따라 발목의 안쪽복사 아래에 위치하는 통로이다.

## 구조
발목터널의 지붕은 굽힘근지지띠에 의해 형성된다. 바닥은 안쪽복사와 발꿈치뼈가 이룬다.

### 내용물
정강신경, 뒤정강동맥, 뒤정강정맥, 굽힘근의 힘줄들이 다발로 발목굴을 통과한다. 앞안쪽부터 뒤가쪽 순서대로 발목굴을 통과하는 구조물들은 다음과 같다.
- 뒤정강근 힘줄[2]
- 긴발가락굽힘근 힘줄[2]
- 뒤정강동맥[2]
- 뒤정강정맥[1]
- 정강신경[2]
- 긴엄지굽힘근 힘줄[2]

발목굴에서 정강신경은 세 갈래의 신경으로 나누어진다. 안쪽발꿈치신경은 발뒤꿈치로 이어지며, 안쪽발바닥신경과 가쪽발바닥신경은 발바닥으로 계속 나아간다.

## 임상적 중요성

### 발목굴 증후군
발목굴 증후군은 흔히 보고되는 발목에서의 신경 포착이다. 손목의 손목굴 증후군과 매우 유사하다. 발목굴 증후군의 원인은 발의 굽힘근지지띠 아래에서 정강신경이 눌리는 것이다. 발목굴 증후군 환자들은 보통 밤에 발바닥의 통증을 호소한다. 무게 부하가 늘어나면 통증이 심해지며 발의 자체기원근육이 약해지며 발목굴에서 티넬 징후를 보인다. 발바닥이 주된 통증 부위지만 압통은 나타나지 않는다.

## 추가 이미지

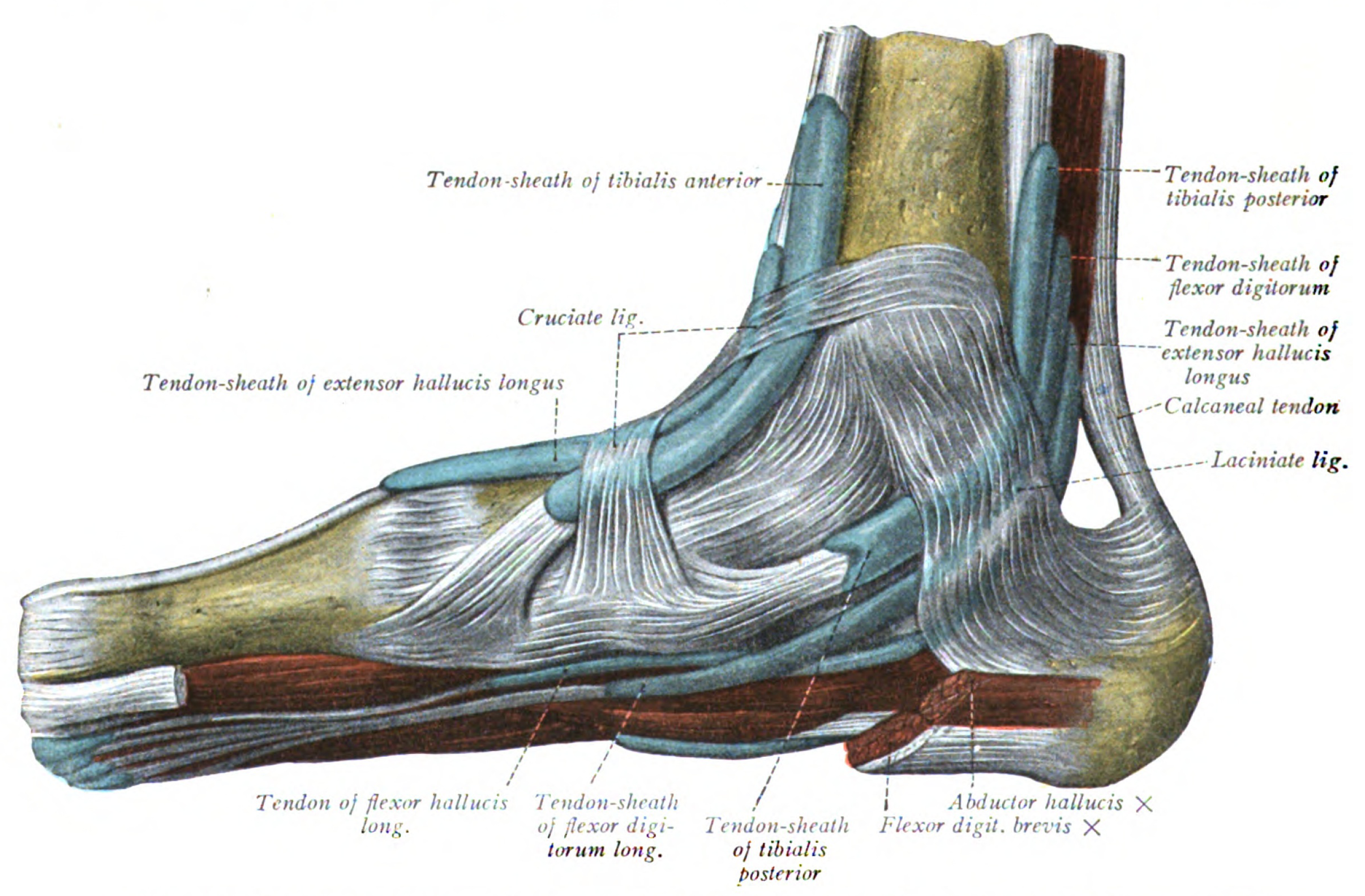
발목 안쪽의 힘줄을 싸고 있는 윤활집. 굽힘근지지띠는 'lacinate lig.'로 표시되어 있다.
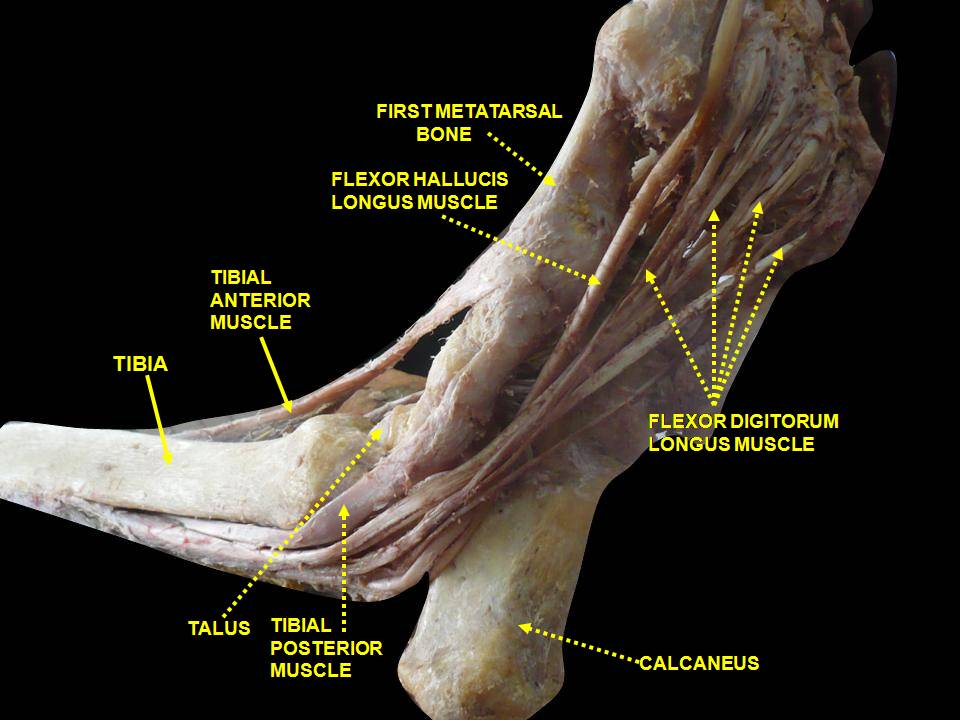
발목굴의 해부
- 해부 영상 (41초)

## 같이 보기
- 손목굴